# Hang Fire
Singles de The Rolling Stones
Waiting on a Friend
(1981) Going to a Go-Go (live)
(1982)
Clip vidéo
[vidéo] « Hang Fire », sur YouTube
Pistes de Tattoo You
Start Me Up
(1) Slave
(3)
Hang Fire est une chanson du groupe de rock britannique The Rolling Stones, parue d'abord le 24 août 1981 sur l'album Tattoo You, puis en avril 1982 en single aux États-Unis.

## Description
Écrite par Mick Jagger et Keith Richards, la chanson est initialement enregistrée à Paris en 1978 lors des sessions de l'album Some Girls, et les paroles ont ensuite été ajoutées pour l'album Tattoo You.
Les paroles évoquent la situation des travailleurs qui étaient au chômage au moment de la crise économique au Royaume-Uni à la fin des années 1970. La chanson est l'une des rares fois où le groupe a écrit ouvertement sur la politique, et il est à noter qu'elle n'est jamais sortie en single sur le territoire britannique, même si le groupe était en tournée en Europe au moment de la sortie nord-américaine.
L'ironie dans les paroles et les commentaires sur la société anglaise rappelle certaines des chansons les plus socialement incorrectes du groupe des années 1960, notamment Mother's Little Helper, 19th Nervous Breakdown et Street Fighting Man.

## Parution et réception
Hang Fire est sorti en single en avril 1982 aux États-Unis, devenant un succès à la radio en se classant à la 20e place ; il n'est jamais sorti en Angleterre. La face B du single, Neighbours, deviendra un hit télévisé, pour lequel ils créeront également un clip vidéo.

## Personnel
Crédités :
- Mick Jagger : chant
- Keith Richards : guitare électrique, chœurs
- Ron Wood : guitare électrique, chœurs
- Bill Wyman : basse
- Charlie Watts : batterie
- Ian Stewart : piano

## Dans la culture populaire
La chanson fait également partie de la bande originale du film Le Chasseur de primes (2010).